# Осипенко-Радомская, Инна Владимировна
И́нна Влади́мировна Осипе́нко-Радо́мская (укр. Інна Володимирівна Осипенко-Радомська; род. 20 сентября 1982, Новорайск, Херсонская область) — украинская и азербайджанская спортсменка, выступающая в гребле на байдарках, заслуженный мастер спорта Украины.
Первый тренер — Сергей Дубинин. Тренеры — Маргарита Бобилёва, Сергей Дубинин, Дмитрий Радомский. Проживала в Киеве, замужем, имеет дочь. Выступала за «Динамо» Киев. С 2014 года выступает за сборную Азербайджана.

## Спортивные достижения
- 2004 — Чемпионат Европы — 1-е место (байдарка-четвёрка, 500 м).
- 2004 — XXVIII Летние Олимпийские игры в Афинах — 3-е место (байдарка-четвёрка, 500 м).
- 2007 — Чемпионат мира — 3-е место (байдарка-одиночка, 200 м).
- 2008 — XXIX Летние Олимпийские игры в Пекине — 1-е место. Победила в финальном заезде среди женщин на байдарках-одиночках на 500 метров, опередив ближайшую конкурентку на 4 тысячных секунды[3].
- 2011 — Чемпионат мира — 3-е место (байдарка-одиночка, 200 м и 500 м.)
- 2012 — XXX Летние Олимпийские игры в Лондоне — заняла второе место в спринте на 500 м в соревнованиях байдарок-одиночек и принесла первое серебро Украине на олимпиаде в Лондоне, а также заняла второе место в спринте на 200 м в соревнованиях байдарок-одиночек. Таким образом, Инна завоевала вторую серебряную медаль в Лондоне и четвертую олимпийскую награду в своей карьере.[4]

## Награды
- Орден «За заслуги» ІІ степени (15 августа 2012)[5]
- Орден «За заслуги» ІІІ степени (4 сентября 2008)[6]
- Орден княгини Ольги III степени (18 сентября 2004)[6]
- Медаль «Прогресс» (1 сентября 2016, Азербайджан)[7]